# Carmona (gênero)
- Commons
- Wikispecies

Carmona é um gênero de plantas pertencente à família Boraginaceae.